# Улица Миллера (Владикавказ)
Улица Ми́ллера — улица во Владикавказе, Северная Осетия, Россия. Находится в Иристонском и Промышленном муниципальных округах. Начинается от Театрального переулка в районе площади Ленина и тянется на север до улицы Льва Толстого.
Улица Миллера пересекается с улицами Некрасова, Джанаева, Маяковского, Никитина и Кирова.
С западной стороны улицы Миллера заканчивается Павловским переулком.

## История
Улица названа в память русского учёного В. Ф. Миллера, оставившего большой вклад в исследование осетинского языка и фольклора осетин.
Улица образовалась в середине XIX века. Отмечена на плане города Владикавказа как Гимназическая улица. Упоминается под этим же названием в Перечне улиц, площадей и переулков от 1911 года.
25 октября 1922 года постановлением заседания Исполкома Владикавказского Городского Совета рабочих, крестьянских и красноармейских депутатов (протокол № 41, п. 1), Гимназическая улица была переименована в улицу Советов: «В ознаменование 5-й годовщины Октябрьской революции Исполком постановил переименовать улицу Гимназическую в улицу Советов». Упоминается под этим же названием в Перечне улиц, площадей и переулков от 1925 года. 
16 января 1997 года постановлением Коллегии администрации местного самоуправления города Владикавказа (протокол № 10, п. 1), улица Советов была переименована в улицу Миллера: «В связи с многочисленными обращениями научной и творческой интеллигенции об увековечении имени выдающегося ученого, историка, этнографа, осетиноведа Всеволода Федоровича Миллера коллегия вынесла постановление о переименовании улицы Советов в улицу имени В. Миллера».

## Значимые объекты
Объекты культурного наследия
- д. 1 — памятник архитектуры. Здание бывшего Русско-Азиатского банка (1912, архитектор В. И. Грозмани)[7]. В настоящее время в здании располагается отделение Сбербанка;
- д. 2/ пл. Ленина, 2 — памятник истории. Дом, где в 1930—1965 годах жил заслуженный деятель искусств СОАССР, художник Аслангирей Знаурович Хохов[7];
- д. 3 — памятник архитектуры и градостроительства[7].
- д. 5/ Некрасова, 4 — памятник истории. Дом, где жили революционер Георгий Александрович Цаголов (в 1915—1919 гг.) и общественный деятель Михаил Звалович Кипиани (в 1871—1891 гг.)[7];
- д. 7/ Некрасова, 3 — памятник архитектуры[7];
- д. 9 — памятник архитектуры и градостроительства[7];
- д. 11 — памятник истории. Дом, где жили писатели: в 1935—1937 гг. — Гино Фадеевич Бараков, в 1937—1950 гг. — Казбек Тимофеевич Казбеков, в 1937—1958 гг. — Дабе Хабиевич Мамсуров, в 1931—1937 гг. — Сармат Урусбиевич Косирати, в 1933—1936 гг. — Кудзаг Габрелович Дзесов, в 1937—1968 гг. — Хадзыбатр Навиевич Ардасенов, в 1931—1944 гг. — Барон Тимофеевич Боциев и в 1938—1948 гг. — историк Михаил Сосланбекович Тотоев[7];
- д. 13 — памятник истории. Северо-Осетинский научно-исследовательский институт[7].
- д. 15/ Джанаева, 13 — памятник истории. Дом, где в 1918—1919 гг. жил революционер Юрий Петрович Фигатнер[7];
- д. 16/ Джанаева, 15 — памятник истории. Дом, где в 1928—1961 гг. жил и умер участник борьбы за Советскую власть Семен Борисович Кучиев[7];
- . 19/ Маяковского, 13 — памятник истории. Дом, где в 1924—1950 гг. жил заслуженный деятель науки СОАССР, ученый-агроном Феофан Яковлевич Коновалов[7];
- д. 25/ Кирова, 30/ Баллаева, 30 — памятник архитектуры. Бывшее Лорис-Меликовское ремесленное училище[7].
- д. 29 — памятник архитектуры. Здание бывшей Владикавказской мужской прогимназии, где в 1869—1871 годах учился К. Л. Хетагуров[7]. В настоящее время в здании находится Владикавказский торгово-экономический техникум[8].
- д. 32 — Школа, где в 1941—1942 годах формировались части 165 и 351 стрелковых дивизий, размещался полевой подвижной госпиталь № 690. Памятник культурного наследия (№ 1500000250). В настоящее время в здании действует средняя школа № 27[9].
- д. 33 — памятник архитектуры. Особняк Ястремского (1904, архитектор И. В. Рябикин)[7];
- д. 34/ Льва Толстого, 22 — памятник архитектуры. Здание бывшей лютеранской кирхи (1866—1910 гг.)[7]. В настоящее время в здании находится Северо-Осетинская государственная филармония;
- д. 35 — 37/ Павловский переулок, 7 — памятник истории. Дом, где в 1972—1975 гг. жил композитор, организатор профессиональных хоров в Северной Осетии Ефим Александрович Колесников[7];
- д. 39а — памятник истории. Дом, в котором проживал археолог-кавказовед Василий Иванович Долбежев[7].

Памятники
- «Пушкин на Кавказе» — скульптурная композиция работы В. Б. Соскиева. Выполнена в жанре городской скульптуры. Установлена в марте 2014 года на перекрестке улиц Кирова и Миллера[10].

Утраченные объекты
- на месте современного дома №27 находилась Свято-Троицкая братская церковь, разрушенная в 1934 году.

## Транспорт
Ближайшие остановки трамвая: «Площадь Ленина», «Улица Джанаева», «Улица Кирова/Проспект Мира» находятся на проспекте Мира.
В 1930-х по улице проходил один из первых маршрутов городского автобуса.
В 1970-х по улице, от Театрального переулка до улицы Джанаева, проходила трасса маршрутных такси следующих в восточные пригороды города.